# Пензенская государственная филармония
Пензенская областная филармония — одно из крупнейших учреждений культуры Пензенской области. Многофункциональный комплекс, оснащённый самым современным световым и звуковым оборудованием. В основе учреждения - Большой зрительный зал на 750 посадочных мест и Органный зал на 200 посадочных мест.

## История
Пензенская областная филармония была основана после образования Пензенской области в 1939, когда было создано гастрольное бюро. В связи с началом Великой Отечественной войны, через 2 года оно было расформировано. Годом позже, в 1942 было создано концертно-эстрадное бюро (КЭБ), которое вошло в общую государственную сеть учреждений культуры области. В состав бюро входили также оборонный театр миниатюр, эвакуированный в Пензу коллектив украинской эстрады и театр кукол, несколько позже - ансамбль оперетты, который был создан на базе бывшего Пензенского оперного театра.
В 1949 КЭБ стал работать в здании клуба им. 1 Мая (ул. Московская, 29). Здесь с большим успехом проходили концерты хора А. Свешникова, ансамблей Л. Утесова и Б. Ренского, Донских казаков, солистов ГАБТа и других известных мастеров советской эстрады.
В 1957 вместо КЭБ была создана собственно Филармония, которая через год открыла свой первый концертный сезон. В 1961 в составе филармонии появились симфонический оркестр и музыкально-литературный лекторий.
C 1981 филармония ежегодно проводила областной фестиваль «Мастера искусства — труженикам села», в котором приняли участие О. Б. Воронец,  Л. Г.Зыкина, И. Д. Кобзон, Г. Белов,  В. В. Толкунова и оркестр народных инструментов под управлением Н. Н. Некрасова.
С распадом СССР в начале 1990-х гг. в Пензенской филармонии состоялись выступления симфонических оркестров под управлением М. Плетнева, Г. Н. Рождественского, В. С. Синайского и М. Аннамамедова.
В январе 1999 года филармония была объединена с Центральным домом искусств в Пензе в единое учреждение культуры «Пензенская государственная концертная организация „Дом искусств“», которое, в свою очередь, в 2002 году постановлением министра культуры Пензенской области переименовали в ГУК «Пензенская областная филармония».
В 1980-х — 1990-х гг. в филармонии работали известные солисты-вокалисты С. Захаров, бард А. Дольский, коллектив композитора В. Мигули, Евгений Куликов и группа  «Куликово поле»
В 2014 году к 350-летию г. Пензы было построено новое здание филармонии по адресу ул. Суворова 215, а старое отдано молодёжному многофункциональному центру "Дом Молодёжи".

## Современность
В 2009 в здании филармонии была открыта «Музыкальная гостиная», цель которой – возродить традиции салонного музицирования. Здесь же проходят литературные вечера, в т.ч. поэта М. В. Токарева, ансамбля «Злато-серебро», камерные концерты классической музыки.
В 2010 филармония получила статус государственного автономного учреждения культуры.
В филармонии работают 11 коллективов:
- Губернаторская симфоническая капелла, художественный руководитель и главный дирижер заслуженный деятель искусств России Владимир Каширский †;
- Струнный квартет «Премьера», художественный руководитель Вячеслав Филиппенков;
- Губернаторский ансамбль солистов «Старгород», художественный руководитель заслуженный артист РФ Михаил Кокорин;
- Эстрадно-джазовый ансамбль «Джаз-Круиз», художественный руководитель заслуженный работник культуры России Алексей Львов-Белов;
- Ансамбль этнической музыки «Миряне», художественный руководитель заслуженный работник культуры РФ Елена Пыкова;
- Наталья Мещерякова и ансамбль «Злато-Серебро», художественный руководитель Владислав Бакунин, солистка Наталья Мещерякова;
- Творческий коллектив «Рандеву», художественный руководитель заслуженная артистка России Людмила Лузгина;
- Ансамбль «Вольница», художественный руководитель Вячеслав Гуляевский;
- Ансамбль песни и танца «Казачья застава», руководитель заслуженный артист России Сергей Смирнов;
- Группа заслуженной артистки России Нины Голубиной, художественный руководитель, солистка заслуженная артистка России Нина Голубина, музыкальный руководитель Игорь Фатеев;
- Группа «Калейдоскоп», художественный руководитель Светлана Жесткова.

Директором филармонии (с 2010 по 2013 г.) был А. А. Львов-Белов.
К 55-летию филармонии 1 марта 2013 г. состоялся отчётный концерт, в котором за один вечер на одной сцене с большим успехом выступили все 11 её коллективов. 19 и 20 июня состоялось закрытие 55-го сезона.

## Интересные проекты
Раз в два года проводятся фестивали:
- Областной фестиваль хоровой музыки им. А.А. Архангельского;

- Фестиваль русского романса им. Г.Каревой;

- Фестиваль симфонической музыки,
- «Старгород-фестиваль».

Начиная с 2011 года ежегодно проводится джазовый фестиваль Jazz May.